# Merodeadores de Merrill
Los Merodeadores de Merrill fueron llamados así en honor a Frank Merrill, o la Unidad Galahad, oficialmente denominada Unidad Provisional 5307, fue una unidad de operaciones especiales de guerra en la jungla, de penetración de largo alcance, del Ejército de los Estados Unidos que luchó en el teatro de operaciones del Sudeste Asiático, y en el teatro de operaciones de China, Birmania y la India, en la Segunda Guerra Mundial. La unidad se hizo famosa por sus misiones de penetración profunda tras las líneas japonesas, enfrentándose a menudo a fuerzas imperiales japonesas muy superiores en número.

## Historia

### Introducción
En la conferencia de Quebec de agosto de 1943, los líderes aliados decidieron formar una unidad estadounidense de penetración profunda que atacaría a las tropas imperiales japonesas desplegadas en Birmania. 

### Formación de la unidad
La nueva fuerza estadounidense se inspiró directamente en la fuerza de penetración de largo alcance de los Chindits de Orde Wingate. Una convocatoria de voluntarios atrajo a unos 3.000 hombres. Un memorando de la División de Operaciones del Departamento de Guerra estadounidense, con fecha del 18 de septiembre de 1943, enumeraba la composición propuesta de la nueva fuerza de penetración de largo alcance estadounidense, que sería una unidad totalmente voluntaria. El Comando de Defensa del Caribe, ofreció a 960 oficiales y hombres entrenados en la guerra en la jungla, estos eran unos oficiales y soldados entrenados en la guerra en la jungla que provenían de las fuerzas terrestres del Ejército (con base en los Estados Unidos continentales) y otras 674 tropas expertas en la guerra en la jungla probadas en batalla, procedentes del comando del Pacífico Sur (eran veteranos del ejército de las campañas de Guadalcanal y las Islas Salomón), las tropas debían reunirse en Numea, Nueva Caledonia. También se ordenó al general Douglas MacArthur que transfiriera a 274 voluntarios del ejército con experiencia en combate del Comando del Pacífico Sudoccidental, veteranos de las campañas de Nueva Guinea y Bougainville. Algunos voluntarios veteranos del Pacífico procedían de unidades penales y el voluntariado les ofrecía la libertad. La unidad fue designada oficialmente como unidad provisional 5307, con el nombre en clave "Galahad".

### Equipamiento de la unidad
Los soldados fueron enviados a la India, y llegaron a Bombay el 31 de octubre de 1943 para entrenar. Allí se reforzaron con personal del Cuerpo del Aire y del Cuerpo de Señales, además de una compañía de transporte, equipada con mulas y arrieros experimentados. Los oficiales y soldados, estaban equipados con uniformes estadounidenses, uniformes de trabajo, zapatos de campo, botas de jungla, equipo de carga, tiendas de lona, mantas, ponchos, un cuchillo de combate o un kukri y un machete para desbrozar la jungla. Las armas de fuego incluían el fusil M1 Garand, el fusil de francotirador M1903A4 Springfield, la carabina M1, la metralleta Thompson, la pistola M1911, el fusil automático BAR y la ametralladora media, alimentada por cinta de munición, Browning M1919, refrigerada por aire. Las mulas se utilizaban para transportar las radios, las municiones y las armas de apoyo más pesadas, incluidos la bazuca y el mortero M2 estadounidense de 60 milímetros.

### Bestias de carga de la unidad
La unidad debía tener 700 bestias de carga, entre ellas unas 360 mulas, la unidad debía tener algunas mulas más, pero el barco que las transportaba fue torpedeado en el Mar arábigo. Las mulas fueron reemplazadas por 360 caballos Waler australianos que habían servido en el 112.° Regimiento de Caballería estadounidense desplegado en Nueva Caledonia, estos eran unos caballos considerados poco aptos para la guerra en la jungla. Los caballos viajaron a la India, donde sirvieron en el Ejército chino, antes de ser asignados a la unidad 5307.

### Entrenamiento de la unidad
La unidad 5307 estaba originalmente destinada a entrenar en tácticas de penetración de largo alcance bajo la dirección del brigadier Orde Wingate, el comandante de los Chindits. En Deolali, a 200 kilómetros (125 millas) de Bombay, las tropas se sometieron a un acondicionamiento físico y a diversos ejercicios, antes de entrenarse e ir hacia Deogarh, en Madhya Pradesh, en el sur de la India. Desde finales de noviembre de 1943, hasta finales de enero de 1944, el 5307 permaneció en Deogarh y se entrenó intensamente. Todos los oficiales y hombres recibieron instrucción en exploración y patrullaje, cruce de arroyos, armas, navegación, demoliciones, camuflaje, ataques de unidades pequeñas, ataques a trincheras, evacuación de personal herido y lanzamiento de suministros desde el aire. Se puso especial énfasis en la puntería, en la guerra en la jungla y en el combate contra objetivos móviles utilizando armas ligeras. En diciembre, la unidad 5307 llevó a cabo unas maniobras de una semana de duración, en coordinación con las fuerzas de los Chindits de Orde Wingate.

### Mando de la unidad
El general estadounidense Joseph Stilwell, estaba decidido a que las únicas tropas de combate estadounidenses disponibles en el teatro de operaciones de China y Birmania, no sirvieran bajo mando británico. Como el único comandante terrestre aliado sin un contingente subordinado de fuerzas de infantería de su propio ejército, Stilwell era consciente de que tendría una influencia mínima sobre la estrategia terrestre aliada en Birmania a menos que pudiera hacerse con el mando de los Merodeadores de Merrill. Por su parte, el almirante Lord Mountbatten, el comandante supremo aliado del Comando del Sudeste Asiático, fue persuadido por Stilwell, el comandante supremo adjunto aliado, de que debían servir bajo el mando del área de combate norte. Stilwell nombró al general de brigada Frank Merrill para comandarlos. 

### Nombre de la unidad
Varios corresponsales de guerra estadounidenses habían venido a Deogarh para conocer a la unidad y su entrenamiento, los periodistas empezaron a pensar en un apodo atractivo para la unidad 5307, que captara el interés del público estadounidense. Al corresponsal de guerra de la revista Time James R. Shepley, se le ocurrió el nombre de "Los Merodeadores de Merrill".

### Historial de combate de la unidad
En agosto de 1944, después de cinco meses de combates intensos contra el Ejército Imperial Japonés, en el teatro de operaciones de China, Birmania e India, los merodeadores de Merrill se consolidaron en el 475.º regimiento de infantería, más tarde el 75.º regimiento de infantería, como un grupo de fuerzas especiales liderado por el general de brigada Frank Merrill. 

### Símbolos de la unidad
Para conmemorar a sus compañeros de la fuerza expedicionaria estadounidense, desplegada en China y Birmania, los merodeadores de Merrill, colocaron el Emblema Nacional de la República de China y la estrella de la Bandera de Birmania en su insignia, el rayo simboliza la rapidez de sus ataques e incursiones. 

### Legado de la unidad
Los merodeadores de Merrill, posteriormente pasaron a formar parte del linaje del 75.º Regimiento Ranger.